# Emirates
Emirates je šesti solističen studijski album slovenskega raperja N'toka in njegov tretji album v angleškem jeziku. Izdan je bil 17. marca 2017 pri nemški založbi Unique Records.
N'toko je opisal album kot "najbolj politično stvar, ki jo je naredil v angleščini". Besedila so družbenokritična, a v nasprotju z njegovimi prejšnjimi deli izhaja iz vizije "socialistične utopije" iz prihodnosti – z namenom, da bi dekonstruiral predstavo o "industrijski komunistični podobi Vzhodne Evrope, ki jo vidimo na fotografijah iz obdobja hladne vojne."
Pri pisanju meteriala in snemanju je N'toko tesno sodeloval z Blažem, čigar vizija je bila "gonilna umetniška sila" pri nastanku albuma. Sodelovali so tudi bobnar Simon Intihar (iz zasedbe The Canyon Observer), pozavnist in producent elektronske glasbe Žiga Murko in DJ Borka.

## Glasba
Pesem "Optimist" vsebuje zvočni posnetek govora Slavoja Žižka.

## Kritični odziv
Za Mladino je Goran Kompoš zapisal: "O tem, da je mojster obračanja mnogoterih referenc, ni nobenega dvoma, bo pa zanimivo spremljati, kakšnega odziva bodo v angleščini odrapane rime deležne v tujini. Gresta tako neposredna političnost in glasba še skupaj?" Albumu je dodelil 4 zvezdice.
Na Radiu Študent je bil album uvrščen na 6. mesto, v spletni reviji Beehype pa na 5. mesto  najboljših slovenskih albumov leta.

### Priznanja
| objava        | uvrstitev | seznam                      |
| ------------- | --------- | --------------------------- |
| Radio Študent | 6.        | Naj domača tolpa bumov 2017 |
| Beehype       | 5.        | Best of 2017                |

## Seznam pesmi
Vso glasbo sta napisala N'toko in Blaž. Vsa besedila je napisal N'toko.
| Št. | Naslov            | Dolžina |
| --- | ----------------- | ------- |
| 1.  | „Obey‟            | 3:39    |
| 2.  | „Emirates‟        | 3:01    |
| 3.  | „Yugoslavia‟      | 4:01    |
| 4.  | „Lumber Games‟    | 3:16    |
| 5.  | „Free Hugs‟       | 3:46    |
| 6.  | „HiHats‟          | 3:49    |
| 7.  | „Vultures‟        | 2:42    |
| 8.  | „Optimist‟        | 3:17    |
| 9.  | „Ikea Killer‟     | 3:02    |
| 10. | „Filth Cop Greed‟ | 2:59    |
| 11. | „Enter Sandman‟   | 2:48    |

## Zasedba
Glasbeniki
- N'toko — izvedba, besedila
- Blaž — izvedba
- Simon Intihar — bobni
- Žiga Murko — pozavna
- DJ Borka — scratchi

Tehnično osebje
- Jure Vlahovič — tehnik v Studiu Metro
- Jernej Černilogar — tehnik v Studiu Metro
- Igor Vuk — tehnik v studiu Earresistible Mastering, mastering, miks vokalov